# Алгоритм Баума — Велша
Алгоритм Баума — Велша використовується в інформатиці та статистиці для знаходження невідомих параметрів прихованої марковської моделі (ПММ). Він використовує алгоритм прямого-зворотного ходу і є окремим випадком узагальненого EM-алгоритму.

## Алгоритм Баума— Велша оцінки прихованої моделі Маркова
Прихована модель Маркова — це імовірнісна модель множини випадкових змінних {\displaystyle \{Y_{1},\;\ldots ,\;Y_{t},\;Q_{1},\;\ldots ,\;Q_{t}\}}. Змінні {\displaystyle Y_{t}} — відомі дискретні спостереження, а {\displaystyle Q_{t}} — «приховані» дискретні величини. В рамках прихованої моделі Маркова є два незалежних твердження, що забезпечують збіжність даного алгоритму:
1. {\displaystyle t} — прихована змінна за відомих {\displaystyle (t-1)} змінних незалежна від усіх попередніх {\displaystyle (t-1)} змінних, тобто {\displaystyle P(Q_{t}\mid Q_{t-1},\;Y_{t-1},\;\ldots ,\;Q_{1},\;Y_{1})=P(Q_{t}\mid Q_{t-1})} ;
2. {\displaystyle t}-е відоме спостереження залежить тільки від {\displaystyle t}-го стану, тобто не залежить від часу, {\displaystyle P(Y_{t}\mid Q_{t},\;Q_{t-1},\;Y_{t-1},\;\ldots ,\;Q_{1},\;Y_{1})=P(Y_{t}\mid Q_{t})} .

Далі буде запропоновано алгоритм «припущень і максимізації» для пошуку максимальної ймовірнісної оцінки параметрів прихованої моделі Маркова за заданого набору спостережень. Цей алгоритм також відомий як алгоритм Баума — Велша.
{\displaystyle Q_{t}} — це дискретна випадкова змінна, що набуває одного з {\displaystyle N} значень {\displaystyle (1\ldots N)}. Будемо вважати, що дана модель Маркова, визначена як {\displaystyle P(Q_{t}\mid Q_{t-1})}, однорідна за часом, тобто незалежна від {\displaystyle t}. Тоді можна задати {\displaystyle P(Q_{t}\mid Q_{t-1})} як незалежну від часу стохастичну матрицю переміщень {\displaystyle A=\{a_{ij}\}=p(Q_{t}=j\mid Q_{t-1}=i)} . Ймовірності станів у момент часу {\displaystyle t=1} визначаються початковим розподілом {\displaystyle \pi _{i}=P(Q_{1}=i)}.
Будемо вважати, що ми в стані {\displaystyle j} у момент часу {\displaystyle t}, якщо {\displaystyle Q_{t}=j}. Послідовність станів виражається як {\displaystyle q=(q_{1},\;\ldots ,\;q_{T})}, де {\displaystyle q_{t}\in \{1\ldots N\}} є станом у момент {\displaystyle t}.
Спостереження {\displaystyle Y_{t}} в момент часу {\displaystyle t} може мати одне з {\displaystyle L} можливих значень, {\displaystyle y_{t}\in \{o_{1},\;\ldots ,\;o_{L}\}}. Імовірність заданого вектора спостережень у момент часу {\displaystyle t} для стану {\displaystyle j} визначається як {\displaystyle b_{j}(o_{i})=P(Y_{t}=o_{i}\mid Q_{t}=j)} ({\displaystyle B=\{b_{ij}\}} — це матриця {\displaystyle L} на {\displaystyle N}). Послідовність спостережень {\displaystyle y} виражається як {\displaystyle y=(y_{1},\;\ldots ,\;y_{T})} .
Отже, ми можемо описати приховану модель Маркова за допомогою {\displaystyle \lambda =(A\;,B,\;\pi )}. За заданого вектора спостережень {\displaystyle y} алгоритм Баума — Велша знаходить {\displaystyle \lambda ^{*}=arg\max _{\lambda }P(y\mid \lambda )} . {\displaystyle \lambda ^{*}} максимізує ймовірність спостережень {\displaystyle y}.

## Алгоритм
Початкові дані: {\displaystyle \lambda =(A,\;B,\;\pi )} з випадковими початковими умовами.
Алгоритм ітеративно оновлює параметр {\displaystyle \lambda } до збігання в одній точці.

### Пряма процедура
Позначимо через {\displaystyle \alpha _{i}(t)=p(Y_{1}=y_{1},\;\ldots ,\;Y_{t}=y_{t},\;Q_{t}=i\mid \lambda )} ймовірність появи заданої послідовності {\displaystyle y_{1},\;\ldots ,\;y_{t}} для стану {\displaystyle i} в момент часу {\displaystyle t}.
{\displaystyle \alpha _{i}(t)} можна обчислити рекурсивно:
1. {\displaystyle \alpha _{i}(1)=\pi _{i}\cdot b_{i}(y_{1});}
2. {\displaystyle \alpha _{j}(t+1)=b_{j}(y_{t+1})\sum _{i=1}^{N}{\alpha _{i}(t)\cdot a_{ij}}.}

### Зворотна процедура
Дана процедура дозволяє обчислити {\displaystyle \beta _{i}(t)=p(Y_{t+1}=y_{t+1},\ldots ,Y_{T}=y_{T}\mid Q_{t}=i,\lambda )} ймовірність кінцевої заданої послідовності {\displaystyle y_{t+1},\;\ldots ,\;y_{T}} за умови, що ми почали з вихідного стану {\displaystyle i}, в момент часу {\displaystyle t}.
Можна обчислити {\displaystyle \beta _{i}(t)} :
1. {\displaystyle \beta _{i}(T)=p(Y_{T}=y_{T}\mid Q_{t}=i,\lambda )=1;}
2. {\displaystyle \beta _{i}(t)=\sum _{j=1}^{N}{\beta _{j}(t+1)a_{ij}b_{j}(y_{t+1})}.}

Використовуючи {\displaystyle \alpha } і {\displaystyle \beta } можна обчислити наступні значення:
- {\displaystyle \gamma _{i}(t)\equiv p(Q_{t}=i\mid y,\;\lambda )={\frac {\alpha _{i}(t)\beta _{i}(t)}{\displaystyle \sum _{j=1}^{N}\alpha _{j}(t)\beta _{j}(t)}},}
- {\displaystyle \xi _{ij}(t)\equiv p(Q_{t}=i,\;Q_{t+1}=j\mid y,\;\lambda )={\frac {\alpha _{i}(t)a_{ij}\beta _{j}(t+1)b_{j}(y_{t+1})}{\displaystyle \sum _{i=1}^{N}\displaystyle \sum _{j=1}^{N}\alpha _{i}(t)a_{ij}\beta _{j}(t+1)b_{j}(y_{t+1})}}.}

Маючи {\displaystyle \gamma } і {\displaystyle \xi }, Можна обчислити нові значення параметрів моделі:
- {\displaystyle {\bar {\pi }}_{i}=\gamma _{i}(1),}
- {\displaystyle {\bar {a}}_{ij}={\frac {\displaystyle \sum _{t=1}^{T-1}\xi _{ij}(t)}{\displaystyle \sum _{t=1}^{T-1}\gamma _{i}(t)}},}
- {\displaystyle {\bar {b}}_{i}(o_{k})={\frac {\displaystyle \sum _{t=1}^{T}\delta _{y_{t},\;o_{k}}\gamma _{i}(t)}{\displaystyle \sum _{t=1}^{T}\gamma _{i}(t)}}.} ,

де
{\displaystyle \delta _{y_{t},\;o_{k}}={\begin{cases}1&{\text{якщо }}y_{t}=o_{k},\\0&{\text{інакше}}\end{cases}}}
індикативна функція, і {\displaystyle b_{i}^{*}(o_{k})} очікувана кількість значень спостережуваної величини, рівних {\displaystyle o_{k}} в стані {\displaystyle i} до загальної кількості станів {\displaystyle i} .
Використовуючи нові значення {\displaystyle A}, {\displaystyle B} і {\displaystyle \pi }, ітерації продовжуються до збігання.